# David Mandago
David Kipkorir Mandago (21 juni 1978) is een voormalige Keniaanse langeafstandsloper, die gespecialiseerd was in de marathon.

## Loopbaan
In 2004 won Mandago de marathon van Napels, de marathon van Lausanne en een bronzen medaille op de marathon van Florence. In het jaar erop werd hij vijfde op de marathon van Turijn in 2:12.50 en won hij de marathon van Montreal.
Zijn persoonlijk record verbeterde Mandago in 2006 naar 2:08.38, waarmee hij de marathon van Rome won. Ook werd hij dat jaar tweede op de marathon van Mumbai en de marathon van Peking, waarop hij in 2007 een vierde plaats behaalde.
In 2008 verbeterde David Mandago zijn persoonlijke record op de halve marathon naar 1:00.23 en won daarna de marathon van Hamburg in 2:07.23. Zijn landgenoot Rodgers Rop kwam als tweede binnen in 2:07.38. Ook de derde plaats was voor een landgenoot; Wilfred Kigen eindigde in 2:07.48.

## Persoonlijke records
| Onderdeel      | Prestatie | Datum            | Plaats         |
| -------------- | --------- | ---------------- | -------------- |
| 10 km          | 28.14     | 20 februari 2009 | Ras al-Khaimah |
| 15 km          | 42.38     | 20 februari 2009 | Ras al-Khaimah |
| halve marathon | 1:00.23   | 24 februari 2008 | Ostia          |
| 25 km          | 1:14.02   | 12 oktober 2008  | Chicago        |
| 30 km          | 1:29.07   | 12 oktober 2008  | Chicago        |
| marathon       | 2:06.53   | 5 april 2009     | Parijs         |

## Palmares

### halve marathon
- 2003:  halve marathon van Riva del Garda - 1:03.30
- 2003:  halve marathon van Buja - 1:05.17
- 2004:  halve marathon van Prat del Llobreg - 1:02.17
- 2006:  halve marathon van Nairobi - 1:01.51
- 2008:  halve marathon van Ostia - 1:00.23
- 2009: 11e halve marathon van Ras al-Khaimah - 1:00.43
- 2010: 13e halve marathon van Ras Al Khaimah - 1:02.33

### marathon
- 2004:  marathon van Napels - 2:15.53
- 2004:  marathon van Lausanne - 2:13.38
- 2004:  marathon van Florence - 2:12.34
- 2005: 5e marathon van Turijn - 2:12.50
- 2005:  marathon van Montreal - 2:17.25
- 2006:  marathon van Mumbai - 2:12.18
- 2006:  marathon van Rome - 2:08.38
- 2006:  marathon van Peking - 2:10.46
- 2007: 12e marathon van Rotterdam - 2:17.28
- 2007: 4e marathon van Peking - 2:09.59
- 2008: 4e marathon van Moshi - 2:17.29
- 2008:  marathon van Hamburg - 2:07.23
- 2008:  Chicago Marathon - 2:07.37
- 2009: 6e marathon van Parijs - 2:06.53
- 2009: 18e marathon van Eindhoven - 2:16.43
- 2009: 28e marathon van Peking - 2:18.49
- 2009:  Joon Ang Seoul International Marathon (november) - 2:09.01
- 2010: 12e marathon van Frankfurt - 2:12.10
- 2011: 9e marathon van Rome - 2:12.53
- 2011: 5e marathon van Turijn - 2:14.37
- 2012: 5e marathon van Los Angeles - 2:18.44